# مالیانو رومانو
مالیانو رومانو (به ایتالیایی: Magliano Romano) یک کومونه در ایتالیا است که در استان رم واقع شده‌است.

## خصوصیات
مالیانو رومانو ۲۱٫۱۴ کیلومترمربع مساحت و ۱٬۴۶۶ نفر جمعیت دارد و ۲۷۰ متر بالاتر از سطح دریا واقع شده‌است.